# メスキート (ネバダ州)
メスキート（Mesquite）は、アメリカ合衆国ネバダ州のクラーク郡にある都市。ラスベガスの北東130キロメートルに位置している。人口は2万0471人（2020年）。

## 地理
メスキートはクラーク郡の北東に位置している。市の東部はアリゾナ州に接している。市街地はバージン川の北岸に面している。

## 歴史
1880年、モルモン開拓者が入植し農地を開拓した。「メスキート」はこの地域に自生する低木である。地名は「メスキートフラット」であったが後にメスキートに短縮された。
1990年代半ばに、多くのカジノ施設が開業した。2006年にはアメリカの中で最も成長していた小都市であったが、2000年代後半、不況によりカジノが閉鎖した。

## 人口
2010年のアメリカ国勢調査によると、人口は15,276人であった。

## 交通
- メスキート空港-スカイダイビングが盛ん
- 州間高速道路15号線-市内の幹線道路

## 教育
3つの学校がある。
- バージンバレー小学校
- チャールズ・A・ヒューズ中学校
- バージンバレー高校

## メディア
- 1987年、ヴァージンバレー初めての新聞は「デザートエコー」であった。
- 1995年、「デザートバレータイムズ」が登場、1998年に両社が合併した。
- 2006年、メスキート·メディア·グループ（MMG）が開業。

## 名所
- バージンバレー文化博物館 -地域の開拓や地域の歴史などが展示されている。